# Santa Bárbara (Cap-Vert)
Pour les articles homonymes, voir Santa Barbara.
Santa Bárbara est un village du Cap-Vert sur l’île de Brava.